# British Overseas Territories Act 2002
Der British Overseas Territories Act 2002 (2002, Kapitel 8) ist ein Gesetz, das 2002 vom britischen Parlament verabschiedet wurde. Es ersetzte teilweise den British Nationality Act 1981 und legte unter anderem die Umbenennung der „britischen abhängigen Gebiete“ (engl. British Dependent Territories) in „britische Überseegebiete“ (englisch British Overseas Territories) sowie die Umdefinierung der Staatsbürgerschaft in den Überseegebieten fest.

## Inhalt
Durch das Gesetz wurde allen Staatsbürgern der britischen Überseegebiete – mit Ausnahme der souveränen Militärbasen Akrotiri und Dekelia auf Zypern – zum 21. Mai 2002 die volle britische Staatsbürgerschaft zugesprochen. Zuvor hatten nur die Einwohner Gibraltars und der Falklandinseln diese vollumfänglich besessen. Damit können die Bürger der Überseegebiete unter anderem einen britischen Pass beantragen sowie ohne Visum ins Vereinigte Königreich einreisen und dort leben und arbeiten; außerdem können sie den britischen Streitkräften oder der Polizei beitreten.

## Anspruchsberechtigte Gebiete

Lage des Vereinigten Königreichs und der britischen Überseegebiete einschließlich des britischen Antarktis-Territoriums.

Die überseeischen Gebiete – die unter die Bestimmungen des Gesetzes fallen – sind:
- Anguilla
- Bermuda
- Britisches Antarktis-Territorium
- Britische Jungferninseln
- Britisches Territorium im Indischen Ozean
- Cayman Islands
- Falklandinseln
- Gibraltar
- Montserrat
- Pitcairninseln
- St. Helena, Ascension und Tristan da Cunha
  -  St. Helena
  -  Ascension
  -  Tristan da Cunha
- Südgeorgien und die Südlichen Sandwichinseln
- Turks- und Caicosinseln